# Starčevica

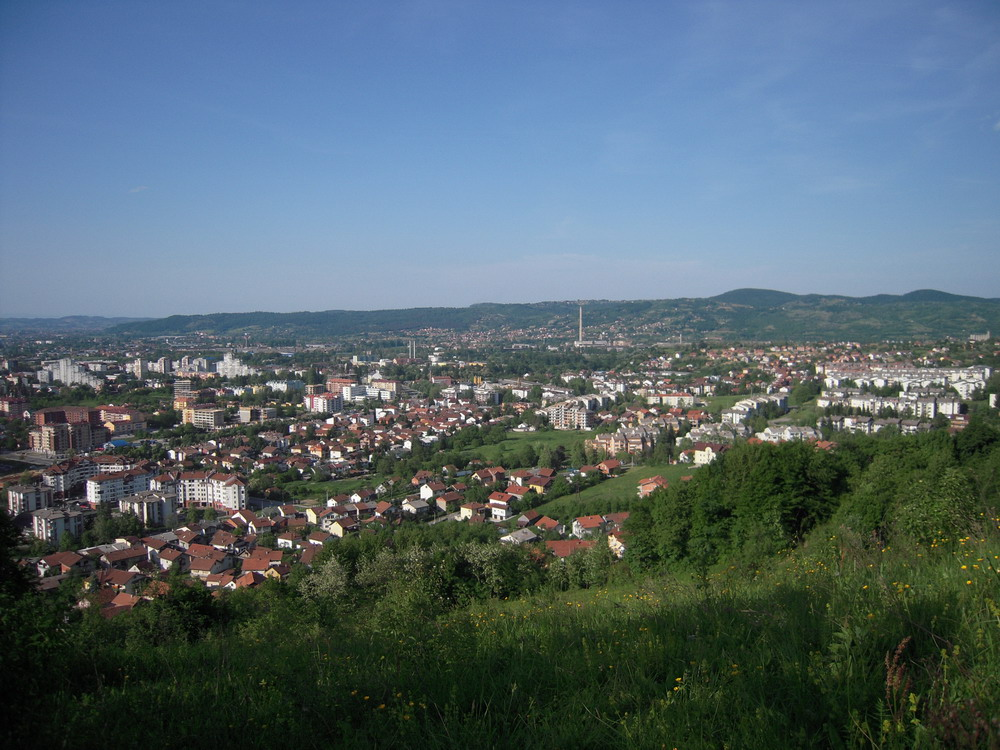

Starčevica är en stadsdel i Banja Luka, Bosnien och Hercegovina. Starčevica ligger i södra delen av Banja Luka och på högra sidan av floden Vrbas.